# (15120) Mariafélix
(15120) Mariafélix és un asteroide descobert el 4 de març de 2000 per Josep Julià Gómez en Marxuquera (Gandia). Anomenat en honor de la seua esposa, en reconeixement del suport, paciència i comprensió pel treball observacional de xicotets planetes del descobridor, tot i que la proposta inicial fou que s'anomenés María Jesús, com realment s'anomenada l'esposa.
Els paràmetres de l'òrbita són:
```
Epoch 2000 Feb. 26.0 TT = JDT 2451600.5 Williams 
M 324.16764 (2000.0) P Q 
n 0.28870045 Peri. 339.78343 -0.77498545 +0.63049910 
a 2.2672761 Node 239.37881 -0.57270613 -0.72957548 
e 0.1681352 Incl. 2.87918 -0.26721760 -0.26493491 
P 3.41 H 15.1 G 0.15 U 1 

```